# Axis (Alabama)
Axis é uma comunidade não incorporada localizada no condado de Mobile, no estado norte-americano do Alabama.